# Szaitó Hadzsime
Szaitó Hadzsime (japánul: 斎藤 一, Hepburn-átírással: Saitō Hajime; 1844. február 18. – 1915. szeptember 28.) japán szamuráj az Edo-korban, és a híres Sinszengumi (japánul: 新選組, Hepburn-átírással: Shinsengumi) harmadik osztagának kapitánya. Egyike volt azon néhány alapító tagnak, akik túlélték a Bakumacu véres korszakát.

## Előélete
Szaitó Muszasi-tartományban, Edóban, (ma Tokió) született, Jamagucsi Hadzsime (japánul: 山口一, Hepburn-átírással: Yamaguchi Hajime) néven. Fiatalkoráról csak kevés információ maradt fenn. Apja, Jamagucsi Júszuke egy asigaru (gyalogos katona) volt az Akasi-klán szolgálatában, majd Edóba költözvén, gokenin rangot (egy alacsony rang a Tokugava-sógunok szolgálatában) vásárolt magának.
Anyja, egy Kavagoe-beli farmer lánya volt, és a Maszu névre hallgatott. Hadzsimének volt egy Hiroaki nevű bátyja, és egy nővére, akit Kacunak hívtak.
A családi feljegyzések szerint, 1862-ben véletlenül megölt egy hatamotót (sóguni vazallust), elhagyta Edót, és felvette a Szaitó nevet. Kiotóba ment, ahol apja egyik régi, Josida nevű barátjának, Sótoku Taisi-rjú (japánul: 聖徳太子流, Hepburn-átírással: Shōtoku Taishi-ryū) kendzsucu dódzsójában tanult.

## Sinszengumi
Szaitó 1863. március 5-én csatlakozott a Rósigumihoz. A hasonló korú Okita Szódzsival és Tódó Heiszukéval együtt, hárman voltak a legfiatalabbak (tizenkilenc évesek) Kondó Iszami csoportjában, és a legtehetségesebb kardforgatók közt is számon tartották őket.
A Sinszengumiban elfoglalt eredeti pozíciója szerint, a parancsnokhelyettes asszisztense (japánul: 副長助勤, Hepburn-átírással: fukuchō jokin) volt. A kendzsucu oktatása szintén feladatai közé tartozott. Az Aizu-beli kapcsolatai ellenére, a leszármazottjai vitatják, hogy kémként is tevékenykedett volna. Szintén megkérdőjelezhető, hogy a Sinszengumi belső kéme lett volna; a legismertebb történet szerint titkos megbízást kapott, hogy 1867-ben csatlakozzon Itó Kasitaró szakadár csoportjához a Gorjó Edzsihez (japánul: 御陵衛士, Hepburn-átírással: Goryō Eji), és kémkedjen utánuk. Habár Abe Dzsúró (a Sinszengumi egyik tizedese) nem hitte, hogy kém lett volna.
Valószínű, hogy Szaitó ellenőrizte a hírszerzést, és az ellenség tevékenységét. Mindezen felül, az ő dolga volt, hogy kiszűrje a lehetséges kémeket a Sinszengumin belül – a tagok mindig jól meggondolták, hogy mit mondanak előtte. Ez is hozzájárult a Szaitó jelleme körül kialakult rejtélyességhez.
A vitatott hírnevéhez hozzátartozik a feltevés, hogy a Sinszengumi számos korrupt tagjával végzett; habár a feltételezések eltérnek abban, hogy mennyi köze is volt pontosan Takeda Kanrjúszai és Tani Szandzsúró halálában.

A Sinszengumi zászlaja, benne a Makoto (őszinteség) írásjelével

A rangok szervezésekor, 1864 végén, először a negyedik osztag kapitányként regisztrálták. Csak 1865 áprilisában, mikor a Sinszengumi új főhadiszállásukra, a Nisi Hongan-dzsi (japánul: 西本願寺, Hepburn-átírással: Nishi Hongan-ji) templomba költözött, jegyezték be a harmadik osztag kapitányaként. Úgy tartották, hogy Szaitó kardvívást tekintve egy szinten állt az első osztag kapitányával, Okita Szódzsival, valamint a második osztag kapitányával, Nagakura Sinpacsival. Az a szóbeszéd járta, hogy valójában még Okita is tartott kissé Szaitó tudásától; már csak azért is, mert veszélyes missziói ellenére, rendkívül ritkán sebesült meg. A Sinszengumi többi tagjával együtt, ő is hatamoto lett 1867-ben. A Bosin-háború kitörése után Szaitó részt vett a Sinszengumi első harcaiban, a Toba-fusimi csatában, és a Kósú-kacunumai csatában, mielőtt még visszavonult a többi Sinszengumi túlélővel Aizuba.
Mivel az Ucunomija várnál lévő csatában Hidzsikata Tosizó sérülései miatt nem tudta ellátni feladatát (Kondó Iszamit ekkor már elfogták, és Hidzsikata vette át a helyét), 1868. május 26-án Szaitó lett az Aizuban lévő Sinszengumi parancsnoka, Jamagucsi Dzsiró ( japánul: 山口次郎, Hepburn-átírással: Yamaguchi Jirō) néven – amit azóta használt, hogy 1867-ben visszatért a Sinszengumihoz. A Bonari-hágói csata után, mikor Hidzsikata Tosizó úgy döntött, hogy visszavonulnak Aizuból, Szaitó összekülönbözött Hidzsikatával, és Aizu hadseregével maradt, egészen az aizui csata végéig.
Szaitó a vele maradt Sinszengumi tagokkal, harcolt a császári haderővel (japánul: 官軍, Hepburn-átírással: kangun) szemben a Njorai-dónál (kis templom az aizuvakamacui vár mellett). A njorai-dói csatában úgy gondolták, hogy Szaitó meghalt harc közben, azonban sikerült visszatérnie Aizuba, ahol csatlakozott az Aizu tartomány katonaságához. Az aizuvakamacui vár eleste után, Szaitót a korábbi Aizu csatlósokkal délnyugatra vitték, a Takada birtokra, Ecsigo tartományba, ahol hadifoglyok voltak. A feljegyzésekben, a Takada birtokon fogvatartottak listájában Szaitó Icsinohe Denpacsi néven volt bejegyezve.

## A Meidzsi-restauráció után
Szaitó felvette a Fudzsita Goró (japánul: 藤田五郎, Hepburn-átírással: Fujita Gorō) nevet, és Tonamira költözött, az Aizui Macudaira-klán új birtokára. Egy régi, Kiotói barátja, egy Aizu-beli karó (a daimjó közvetlen vazallusa), Kuraszava Heidzsiemon rezidenciájában lakott. Kuraszava érintett volt az Aizu szamurájok migrációjában, és településeket hozott létre Tonamiban (ma Aomori prefektúra, főleg Gonohe falu). Tonamiban, Szaitó találkozott Sinoda Jaszóval, egy Aizu csatlós lányával. Kuraszava mutatta be őket egymásnak, aki akkor egy másik Aizu csatlóssal, Ueda Sicsiróval lakott együtt. Kuraszava finanszírozta Szaitó és Jaszo esküvőjét 1871. augusztus 25-én; a pár Kuraszava házában élt. Nagyjából ekkor kerülhetett Szaitó először kapcsolatba a rendőrségi kötelékkel. 1873. február 10-én Szaitó és Jaszo elköltözött Kuraszavától, és Ueda háztartásában kezdtek lakni. 1874. Június 10-én Szaitó (máig nem tudni miért) elhagyta Tonamit, és Tokióba ment. Jaso összeköltözött Kuraszavával, és 1876-ban említik meg utoljára a Kuraszava család feljegyzései. További élete ismeretlen, valószínűleg még abban az évben meghalt.
Nem lehet teljesen meghatározni, hogy Szaitó pontosan mikor is lett a Tokiói Fővárosi Rendőrség tagja. Néhány bizonyíték arra enged következtetni, hogy már az 1871-es, 1872-es években kapcsolatba került a rendőrséggel. Egy másik lehetőség szerint, Szagava Kanbei segítségével lépett be a kötelékbe 1874-ben. Mikor 1873-ban, Szaigó Takamori összekülönbözött a kormánnyal, és lemondott hivataláról, támogatói mind vele tartottak. Mindez hatalmas emberhiánnyal járt a rendőrség számára. Szagava kapcsolatain keresztül kértek segítséget az Aizu-klántól. Mivel a Bosin-háborúban keserű vereséget szenvedtek, a szegénységben sokan kényszerültek arra, hogy a Meidzsi-kormánynak dolgozzanak – összesen háromszáz önkéntes jelentkezett. Talán, mert Szaitó is egy volt közülük, vagy akár más miatt, de mikor elhatározta, hogy Tokióba megy, felkereste Szagavát a munkát illetően.

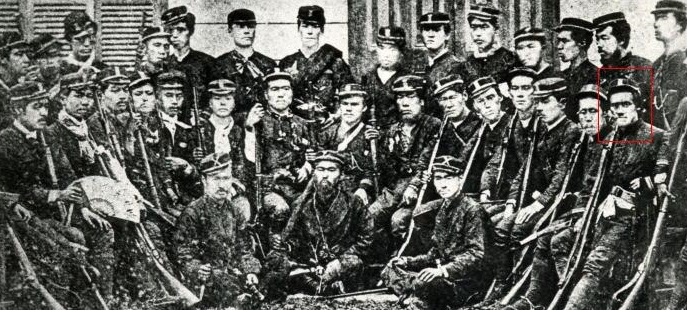
Az egyetlen ismert kép, ami Szaitó Hadzsiméről készült, a rendőrségi osztagával (a kép jobb-alsó oldalán pirossal bekarikázva).

Az első konkrét feljegyzés azt illetően, hogy Szaitó a rendőrségnek dolgozott, 1877 február 20-án történő kinevezése felügyelőként, valamint hogy engedélyt speciális engedélyt kapott szamurájkard viselésére. Még ugyanabban az évben, Szaigó Takamori vezetésével kitört a Szacuma-felkelés, és Szaitót május 18-án a Japán Császári Hadsereg oldalán a frontra küldték. Ott Hagivara Szadamoto főfelügyelő alatt teljesített szolgálatot, és egy százhét emberből álló, kis csapatot irányított. Július 12-én, Mijazaki prefektúrában, a csapat egyik fele a főúton haladt a Fukuhara-hágóhoz, és elérték az ellenséget Jakióban. Egészen a hegyekig sikerül visszaszorítaniuk őket, ahol a csapat másik fele már a lázadókkal harcolt. A csatában Szaitót meglőtték. Sajnos nem derült ki, mennyire sérült meg, de elég súlyos volt ahhoz, hogy embereivel egy kis időre visszavonuljon. Azonban hamarosan ismét harcba szállt, menekülésre késztette az ellenséget, és két ágyút zsákmányolt. Szaitó október 28-án tért haza. Egy év múlva száz jenes jutalmat kapott, valamint a „A Paulownia Rend” (japánul: 桐花章, Hepburn-átírással: Tōkashō) kitüntetését a szolgálataiért. Folytatta a rendőri munkát, és 1888. november 1-én, kinevezték főfelügyelőnek. Végül 1891 áprilisában szerelt le 47 évesen.
1874-ben elvette feleségül Takagi Tokiot, egy Aizu csatlós, Takagi Kodzsuró lányát. Tokio eredeti neve Szada volt, és egy időben Macudaira Teru hercegnő udvarhölgyeként tevékenykedett. Az esküvő költségeit Javakama Hirosi, Szagava Kanbei és Macudaira Katamori finanszírozta. Szaitónak és Tokionak három gyereke született: Cutomu (1876-1956), Cujosi (1879-1946) és Tacuo (1886-1945).

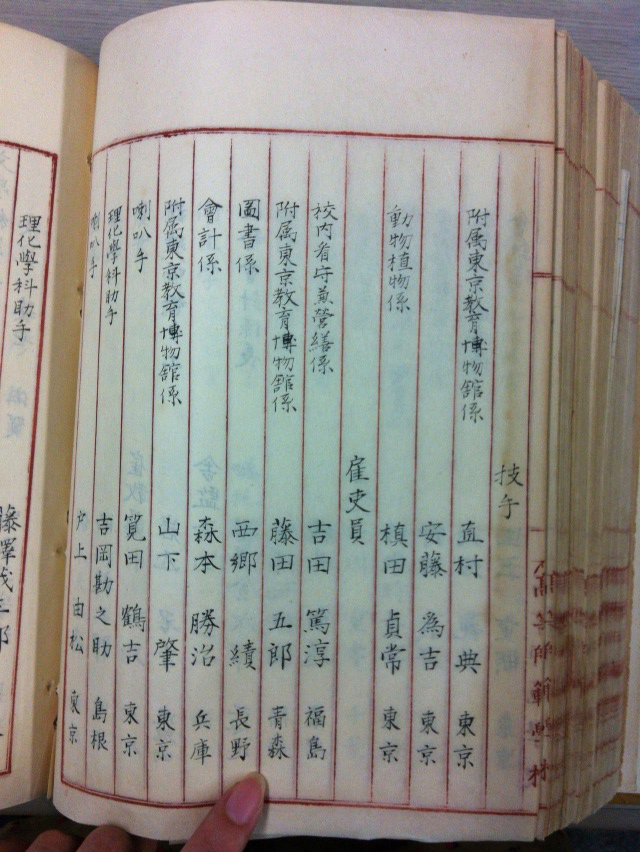
Fudzsita Goró (藤田五郎) neve a Tokiói Tanárképző Főiskola dokumentumában

Ahogy azt sejteni lehetett, Szaitó gondoskodott róla, hogy a fiai értsenek a kardforgatáshoz. Egyikük erősen emlékezett egy évre, amit „elviselhetetlennek” tartottak, ugyanis Szaitó rendszeresen rájuk rontott váratlanul, hogy elverje őket sinaial. Ilyenkor mindig feldühödött fiaira, amiért azok nem voltak elővigyázatosak. Folyton azt kiabálta nekik, hogy ”Nem álltok készen a férfilétre!” (japánul: 士道不覚悟, Hepburn-átírással: Shidōku fukakugo, szó szerint: „Felkészületlen a férfi útjára”).
Ami az unokákat illeti, Cutomunak és feleségének, Nisino Midorinak hét gyereke volt. A Fudzsita (Szaitó) család mai napig fennmaradt, Fudzsita Taró és Fudzsita Naoko személyében, akik Cutomu második fiának, Makotonak a gyerekei. Szaitó harmadik fiát, Tacuot, a Numazava család (Tokio anyaági rokonai) adoptálta, akiket majdnem teljesen kiirtottak a Bosin-háborúban.
Élete során, Szaitó néha megosztotta a Sinszengumiban szerzett tapasztalatait néhány ismerősével, akikhez gyakran ellátogatott. Sokszor ivott együtt szakét Aizu-béli rokonával Jamakava Kendzsiróval, vagy Tokio unokatestvérével, Takamine Hideoval, és mesélt történeteket a múltjáról. Ám Nagakura Sinpacsival ellentétben, sohasem írt le semmit ezen emlékeiről. A Meidzsi-korban Szaitó volt az egyetlen, akinek a Tokugava-sógunátus bukása után is, engedélyezte a kormány a katana viselését. A Sinszengumi iránti érzéseit mi sem fejezi ki jobban, mint hogy Szaitó segített Nagakurának, és Macumoto Rjódzsunnak emlékművet emelni, Kondó Iszami és Hidzsikata Tosizó tiszteletére.
Miután 1891-ben leszerelt a rendőrségtől, Takamine Hideo segített neki munkát találni. Biztonsági őrként dolgozott a Tokiói Oktatási Múzeumban, mely össze volt vonva a Tanárképző Főiskolával. Ebben az időben kendzsucut is tanított az iskola klubjaiban. Állítólag a tanítványai még az ujját sem voltak képesek megérinteni.
Takamine volt az iskola igazgatója Szaitó ottléte alatt, és volt egy fészere, ahol értékes kardokat és műtárgyakat tároltak. Mindig le volt zárva, és Szaitó volt az egyetlen személy, aki szabadon beléphetett. Nyilvánvaló, hogy a néhai Sinszengumi egyik kapitányának jó szeme volt a kardokhoz, illetve képes volt akár megjavítani azokat, így mindig adtak a véleményére.
1899 áprilisában visszavonult ezen állásából, és titkár, vagy ügyintéző lett a Női Tanárképző Főiskolán (ami nyugdíjba vonulása előtt egy évvel, 1908-ban vált a Tokiói Női Tanárképző Főiskolává). Ő kezelte az iskola költségvetését és általános ügyeit. 1909-ben végleg nyugdíjba vonult.

## Halála

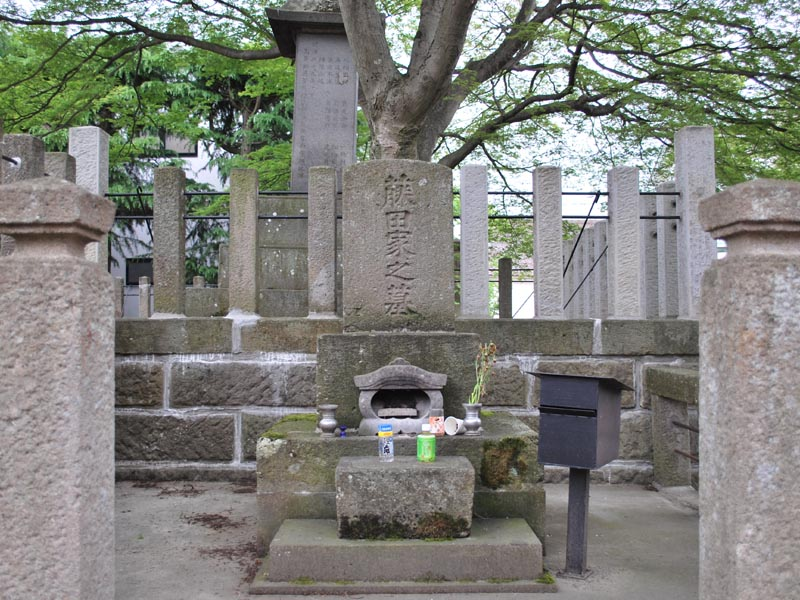
Szaitó névtelen síremléke Fukusimában az Amida-dzsi templomban.

A hivatalos álláspont szerint, Szaitó halálát, gyomorfekély kialakulása okozta. Amíg beteg volt, a menye, Midori gondozta. A betegsége vége felé a lánynak kellett gondosan becsomagolt evőpálcikával eltávolítani a váladékot a torkából, hogy levegőhöz juthasson. Mikor már a gyógyszer többet nem használt, Szaitó rádöbbent, hogy közeleg a végső órája, ezért megtagadta, hogy ágyban maradjon. A családja segített neki felkelni, és fehér ruhába öltözni (japánban a fehér a halál, és a gyász színe), majd a nappaliban szeizában ült az alkóv előtt. Úgy tartják, hogy hajnali egykor tekintete felcsillant, majd meghalt. Szaitó 1915. szeptember 28-án hunyt el, 71 évesen. Az Amida-dzsi templomban temették el Aizuban (ma Fukusima prefektúra).

## Jellemzése

### Külső megjelenése
Szaitó a maga 173 centiméteres magasságával kitűnt a korabeli japánok közül; ráadásul megjelenése olyan benyomást keltett, mintha magasabb volna, mint amilyen valójában. Az alkatáról azonban megoszlanak a vélemények.
Egyes feljegyzések meglehetősen vékony emberként, míg mások kifejezetten nagydarab személyként írják le, aki fiatal korában kimondottan izmos volt. Az eltérő véleményeket feltehetően az okozza, hogy életének különböző szakaszaiból is vannak leírások.
A legvalószínűbb, hogy fiatal korában valóban izmos volt, de a háború és a megpróbáltatásokkal súlyos évek hatására jelentős testsúlyt vesztett, ami vékonnyá tette megjelenését. Későbbi életében persze már elképzelhető, hogy a jólétben felszedhetett valamennyit, és nagydarabbá vált.
A feljegyzések még megemlítik az arcával kapcsolatban, hogy a szemöldöke bozontos volt, szemei pedig különösen vékony vágásúak. Ám a pontos külsejét illetően nincsenek teljesen megbízható dokumentumok.
Máig nem kerültek elő olyan fényképek Szaitóról, ami minden kétséget kizáróan őt ábrázolnák. Van ugyan egy jól ismert rajz, ami viszont Cutomu kompozíciója. A másik, egy fotó a rendőrségi osztagról, melynek ő is a tagja volt. A kutatás megszüntetésével megállapították, hogy a képen szereplő ember minden bizonnyal Szaitó Hadzsime, a későbbi éveiben, Fudzsita Goróként. A fényképet egyébiránt Jokohamában készítették.

### Személyisége
Szaitó erős ivóként volt ismert. Valószínűsíthető, hogy a haláláért felelős gyomorfekélyét is az alkohol iránti szeretete okozta.
Élete nagy részében hallgatag emberként ismerték (ugyanakkor, ha kellett, igazán megfélemlítő tudott lenni). Későbbi életében is csak akkor vált beszédessé néhány pohár után, mikor a Sinszengumis, vagy Bosin-háborús emlékeiről mesélt. Általában szomorúsággal, és dühvel vegyes izgatottsággal beszélt ezekről az időkről.
Azt is leírják, hogy méltóságteljes, tiszteletet parancsoló, óvatos személy volt, különösen az idősebb éveiben.
Mindig ügyelt rá, hogy az öve (obi) rendesen meg legyen kötve, és hogy járás közben ne húzza a lábát. Pihenéskor mindig szeizában (japán térdelő ülés) helyezkedett el, és sosem lankadt a figyelme: így azonnal képes volt reagálni, bármilyen helyzetre (támadásra).

### Harcművészete
A Fudzsita család szerint, Szaitó az Ittó-rjú (japánul: 一刀流, Hepburn-átírással: Ittō-ryū), kendzsucu iskolában, valószínűleg annak is Mizogucsi ágazatában (japánul: 溝口派一刀流, Hepburn-átírással: Mizoguchi-ha Ittō-ryū) sajátította el a kardforgatást, az Aizuk edói főhadiszállásán.
Ugyanakkor, a rendőrségi feljegyzések a Mugai-rjú (japánul: 無外流, Hepburn-átírással: Mugai-ryū) iskolát jelölik meg kardvívó stílusaként.
Mindezen kívül, úgy tűnik, hogy Szaitónak volt ismerete a Sótoku Taisi-rjú (japánul: 聖徳太子流, Hepburn-átírással: Shōtoku Taishi-ryū) legalább két ágában is, minekutána egy ideig instruktorként tevékenykedett Josida dódzsójában. Valójában Szaitó stílusa mai napig bizonytalan.
Igazság szerint, még Nagakura Sinpacsi sem volt teljesen biztos a témát illetően. A Meidzsi-korban, meglátogatta a Sieikan dódzsót, ahol Tennen Risin-rjút (japánul: 天然理心流, Hepburn-átírással: Tennen Rishin-ryū) gyakoroltak, és rövid ideig segített Kondó Iszami unokaöccsének a tanításban. Az egyik tanítvány Szaitó kardstílusáról kérdezte, mire ezt válaszolta: „Mivel Szaitó-kun és én ritkán beszélgettünk, fogalmam sincs.” Ezt a kijelentését igazán különössé teszi az a tény, hogy Nagakura már azelőtt ismerte Szaitót, hogy megalakult volna a Sinszengumi. Még ha azt is gondolhatnánk, hogy nagyon elfoglaltak voltak Kiotóban, és talán a harcoktól túl kimerültek, semhogy a kardvívásról eszme cseréljenek; nehéz elképzelni, hogy legalább nem láthatta Szaitó stílusát, amíg a Sieikanon tartózkodott.
Kodzsima Sikanoszuke (Kondó egyik tanítványa) és Nagakura szerint, Szaitó eltöltött egy kis időt a Sieikan dódzsóban, mielőtt Kiótóba ment volna. Mindezt Szaitó is megerősítette, mikor elmondta, hogyan vett egy Kotecu kardot Kondónak. Ez volt a köszönete az órákért, amiket Kondótól kapott a Sieikanon.
Más képességeit illetően, Szaitó jártas volt a Szekigucsi-rjú (japánul: 関口流, Hepburn-átírással: Sekiguchi-ryū) dzsúdzsucu stílusban is.

### Kardja
Szaitó kardjának neve Kidzsinmaru Kunisige (japánul: 鬼神丸国重 Hepburn-átírással: Kijinmaru Kunishige).
A kard nevében a „Kidzsinmaru” egy démonra utal. A pengét még egy Kunisige nevű kardkovács készítette a Tenva-korban, az 1680-as években.

## Érdekességek

### Balkezesség
A szóbeszéd szerint Szaitó kiemelkedően jó volt egy bal kezes szúrótechnikában, a hirazuki-ban (japánul: 平突き). Ezen alapul az a feltevés, hogy Szaitó balkezes volt, ami viszont mai napig nincs bizonyítva. A kérdés kivizsgálását, azt is megnehezíti, hogy kulturális okokra visszavezethetően, a szamurájok kardjukat bal oldalukon hordták, és jobb kézzel húzták elő. A hagyományos japán kardvívás technikái úgy vannak kialakítva, hogy a jobb kéz van felül, ami irányítja a vágás irányát, a bal kéz pedig alul, alátámasztja a fogást, és erőt biztosít a vágáshoz. Éppen ezért, mind a tradicionális kendzsucuban, mind a modern kendóban, a bal kezes gyakorlók is ugyanúgy dolgoznak a karddal, mint jobbkezes társaik. Éppen ezért, pusztán a vívás alapján nem lehet megállapítani, hogy ki balkezes, és ki nem.
Szaitó balkezessége valószínűleg a regényíró, Simozava Kantól ered, és a Sinszengumi egyik kapitánya, Tani Szandzsúró rejtélyes halálával hozzák összefüggésbe. A feltételezett történet szerint, Tani nem volt képes tiszta vágást ejteni, mikor Taucsi Tomo szeppukujához kellett asszisztálni, ezzel pedig megbocsáthatatlan sértést követett el. (A történet minden bizonnyal hamis, már csak abból kifolyólag is, hogy a hivatalos feljegyzések szerint Tani már azelőtt meghalt, hogy Taucsit szeppukura kötelezték volna.) Mindenesetre, Tanit 1866. április 1-jén holtan találták a Gion-szentély (más néven Jaszaka-szentély) felé vezető kőlépcsőn.
Éppen esett az eső. Szaitó, és Sinohara Tainosin tértek vissza valahonnét, és már amúgy is eláztak, így őket küldték, hogy vizsgálják ki az esetet. A történet szerint Tanit mellkason szúrták, ami egészen a hátáig hatolt, és egy apró étterem falának dőlve halt meg, félig összerogyva. Kardja a hüvelyében pihent, esélye sem volt előhúzni.
Sinohara nevetett, és azt mondta, hogy a seb alapján, a döfést minden bizonnyal baloldalról kivitelezték, így az elkövető „csak olyan lehetett, aki balkezes”, akárcsak Szaitó. Ekkor Szaitó arra kérte Sinoharát, ne mondja el, hogy ő volt a tettes. Mindketten nevettek, majd a holttestet betették egy gyaloghintóba, és visszamentek a főhadiszállásra.
Sajnos ez az egyetlen leírás, melyben Szaitó megemlítette, hogy balkezes volna. Simozava azt állítja, hogy a történet forrása Szaitónak valamiféle naplója, az úgynevezett „Muroku”; azonban soha, senki más nem állította, hogy látott volna ehhez hasonló dokumentumot, így már maga a létezése is vita tárgya.
Így amíg valahogy be nem bizonyosodik, hogy Szaitó valóban balkezes volt-e, vagy sem, addig ez is egyike lesz a Sinszengumi rejtélyeinek.

### Nevek
Szaitó élete során összesen négyszer cserélt nevet.
1. Jamagucsi Hadzsime
2. Szaitó Hadzsime
3. Jamagucsi Dzsiró
4. Icsinohe Denpacsi
5. Fudzsita Goró

Szaitó eredeti családneve a Jamagucsi volt. Azután vette fel a Szaitó nevet, hogy egy hatamoto megölése után elhagyta Edót. Nem tudni a névváltoztatása okát, ahogy azt sem, hogy a keresztnevét, a Hadzsimét miért hagyta meg. A Hadzsime az „egyes” írásjelével (一) van leírva, és a hagyomány szerint azért kapta ezt a nevet, mert az 1844-es újév első napján, vagy első hónapjában született.
Mikor Itó Kasitaró szakadár csoportja (amihez egyesek szerint Szaitó azért csatlakozott, hogy kémkedjen) megszűnt, Szaitó visszatért a Sinszengumihoz. Azok a feltételek, amelyekben Itó és Kondó megegyeztek, lehetetlenné tették, hogy bárki is visszatérjen a szervezetbe. Így hát Saitó úgy kerülte meg a problémát, hogy nevét megváltoztatta Jamagucsi Dzsiróra, és úgy lépett be, mint egy új tag, de megkapta a régi rangját és pozícióját. Egészen Aizu elestéig használta ezt a nevet.
A császári haderőkkel való szembenálláskor, a Bosin-háborúban, Szaitó ismét nevet változtatott, hogy elrejtse kilétét. Kondó kivégzése nyilvánvalóvá tette, hogy bárki, aki egykor magas pozíciót töltött be a Sinszengumiban, elfogása esetén hasonló következményekkel számolhat. Szaitó ezért felvette az Icsinohe Denpacsi nevet (melyet egyes források Icsinose Denpacsi, vagy Icsinohe Depacsi néven is feltüntetnek).
Mikor az Aizu-klán Tonamiba költözött, 1870-ben, felvették Szaitót, a klán tagjai közé Ekkor adta Macudaira Katamori (aizu akkori daimjója) Szaitónak a Fudzsita Goró nevet. Ezen okból kifolyólag, Szaitó nagyon megbecsülte új nevét, és nem hagyhatta, hogy bármiféle botrány beszennyezze. A Fudzsita Goró nevet használta élete végéig.
Halála előtt, Szaitó családja beszélt vele, hogy milyen név kerüljön sírkövére. Szaitó válasza ekkor ez volt: „Egészen idáig is, sok nevet viseltem. Semmilyen más nevet nem kívánok többé”. Így kívánságát teljesítvén, névtelen sírkővel temették el – ami egyáltalán nem ritka a japán temetéseknél.

## Ábrázolása a médiában
Szaitó figurája kimondottan népszerű lett, miután több manga és anime is adoptálta karakterét. Vacuki Nobuhiro legendás sorozatában, a Ruróni Kensinben úgy jelenik meg, mint a főszereplő, az egykori hitokiri Himura Kensin halálos ellensége. Az ábrázolást tekintve, Szaitó nagyon magas, és a többi karakterhez képest meglehetősen egyszerű kinézetű, távolságtartó és csendes. Mindemellett nyers, szarkasztikus, közömbös az erőszakkal szemben, és minden helyzethez rendíthetetlen fölényességgel áll hozzá. Vacuki Szaitója ivás helyett láncdohányos – a mangában megemlíti, hogy részegen vérszomjassá válik, ezért a Meidzsi restauráció óta nem iszik – és imádja a szobát. Akárcsak a való életben, a Ruróni Kensinben is, Szaitónak, főhadnagyként speciális engedélye van a katana viselésére, rendőrségi szablya helyett. Különleges kardtechnikája a Gatocu (Hepburn-átírással: Gatotsu, a MangaFan Kiadó fordításában: „Farkas agyar”), aminek leírása a sorozatban, bár hasonlít az életben is használt technikájához, azonban önmagában teljesen fiktív, és meglehetősen pontatlan az igazi kardvívás szempontjából. A balkezes szúrást valóban használják, mint meglepetés-szerű támadást a legtöbb stílusban. Úgy kivitelezik, mint egy rendes döfést, de közben előrelépnek, és az utolsó pillanatban a jobb kézzel elengedik a kardot, így csak a bal kéz tartja a markolat végét. A fogásváltás és a lépés megnöveli a hatótávolságot, és megváltoztatja a küzdőtávot. Ám mindezt nagyon gyorsan, és váratlanul kell végrehajtani, hogy hatásos legyen. A technika neve egyébiránt „hirazuki” (japánul: 平突き) és sok vívóiskolában létezik, többek közt a Tennen Risin-rjúban is. A Ruróni Kensinben a Gatocu, mint a hirazuki „továbbfejlesztett”, bal-kezes változata jelenik meg – ez nyílt utalás, Szaitó balkezességére – , azonban a hirazukival ellentétben, Gatocu kitalált technika, csak a mangában létezik. Az „Aku Szoku Zan” (japánul: 悪即斬, Hepburn-átírással: Aku Soku Zan, magyarul: „Megölni a gonoszt azonnal”) mottó szintén kitalált, noha jól leírja a Sinszengumi általános hozzáállását a Bakumacu idején.
Érdekes egybeesés, hogy a mind Szaitó nevének elejét, mind a főszereplő beceneveként szolgáló „Battószai” név végén lévő „szai” tagját ugyanazzal az írásjeggyel (斎) írják le.
A Peacemaker Kurogane című, szintén történelmi témájú sorozat Icsimura Tecunoszuke (japánul: 市村 鉄之助, Hepburn-átírással: Ichimura Tetsunosuke) történetét dolgozza fel, aki csatlakozik a Sinszengumihoz, hogy megbosszulja szülei halálát. Szaitó, a harmadik osztag kapitányaként, a sorozatban meglehetősen laza, és misztikus (sámán-szerű) figuraként jelenik meg, állandóan álmos arckifejezéssel.
Feltűnik a Kaze Hikaru című mangában amiben egy lány fiúnak álcázva csatlakozik a Sinszengumihoz. A mangában Szaitó csöndes, komoly karakterként van ábrázolva, aki jó barátságban áll (és feltűnően sok közös vonása van) a főszereplő bátyjával.
Szaitó a főszereplője a Burai című mangának is, mely egy kitalált történet a Sinszengumiról, a Tokugava-sógunátus végén.
A Hakuóki című anime/visual novel sorozatban is megjelenik Szaitó Hadzsime karaktere, mint egy szűkszavú, kimért, bölcs személy, aki a kardvívás mestere. Külön kiemelendő, hogy (dacára a korabeli valódi szokásoknak) az animében Szaitó bal kézzel forgatja a kardot. A külső megjelenítése is meglehetősen eltér a valóságtól, minekutána a sorozatban viszonylag alacsony, és a haja lila színű.
Egy, a Kensin sorozatban ábrázolt Szaitóhoz hasonló karakter, Keícsiro Wasizuka szerepel, a The Last Blade (japánul: 幕末浪漫 月華の剣士, Hepburn-átírással: Bakumatsu Rouman: Gekka no Kenshi) játéksorozatban. Ismét egy hűvös, csöndes személyiségként jelenítik meg, aki lojális a Sinszengumihoz. A megjelenése nagyon hasonló ahhoz, ahogy Szaitó karaktere feltűnt a Ruróni Kensin: Cuiokuhen című OVA sorozatban, és egy különleges, a Gatocuhoz igencsak hasonlatos támadással rendelkezik.
A 2004-es, NHK csatorna által sugárzott, Shinsengumi! című japán drámában Joe Odagiri játssza Szaitó szerepét.
A 2003-as, Az utolsó kardvágás (Mibu gishi den) című filmben Szaitó szerepét Kóicsi Szató formázza meg. Szató először hűvös, rejtélyes, nemtörődöm kapitányként jelenítette meg, azonban, Szaitó karaktere jelentős jellemfejlődésen megy keresztül, ahogy mindjobban kapcsolatba kerül a főszereplővel, Josimura Kanicsiróval (szerepét Kícsi Nakai játssza), a Sinszengumi utolsó éveiben. Megjegyzendő, hogy Szaitó – a Hakuókihoz hasonlóan – bal kezes vívó, és ezzel kapcsolatosan Tani Szandzsúró halálának legendája is terítékre kerül.
A 2012-es Ruróni Kensin filmben Joszuke Egucsi játssza, a Vacuki által megalkotott Szaitó szerepét.

## Fordítás
- Ez a szócikk részben vagy egészben  a   Saito Hajime című angol Wikipédia-szócikk fordításán alapul.  Az eredeti cikk szerkesztőit annak laptörténete sorolja fel. Ez a jelzés csupán a megfogalmazás eredetét és a szerzői jogokat jelzi, nem szolgál a cikkben szereplő információk forrásmegjelöléseként.

Ez a szócikk részben vagy egészben  a(z)   斎藤一 című japán Wikipédia-szócikk fordításán alapul.  Az eredeti cikk szerkesztőit annak laptörténete sorolja fel. Ez a jelzés csupán a megfogalmazás eredetét és a szerzői jogokat jelzi, nem szolgál a cikkben szereplő információk forrásmegjelöléseként.